# اوودا
اوودا (به ایتالیایی: Ovodda) یک کومونه در ایتالیا است که در استان نیورو واقع شده‌است.

## خصوصیات
اوودا ۴۰٫۸ کیلومترمربع مساحت و ۱٬۷۰۴ نفر جمعیت دارد.